# Лён многолетний
Лён многоле́тний (лат. Línum perénne) — вид многолетних травянистых растений рода Лён семейства Льновые.

## Ботаническое описание

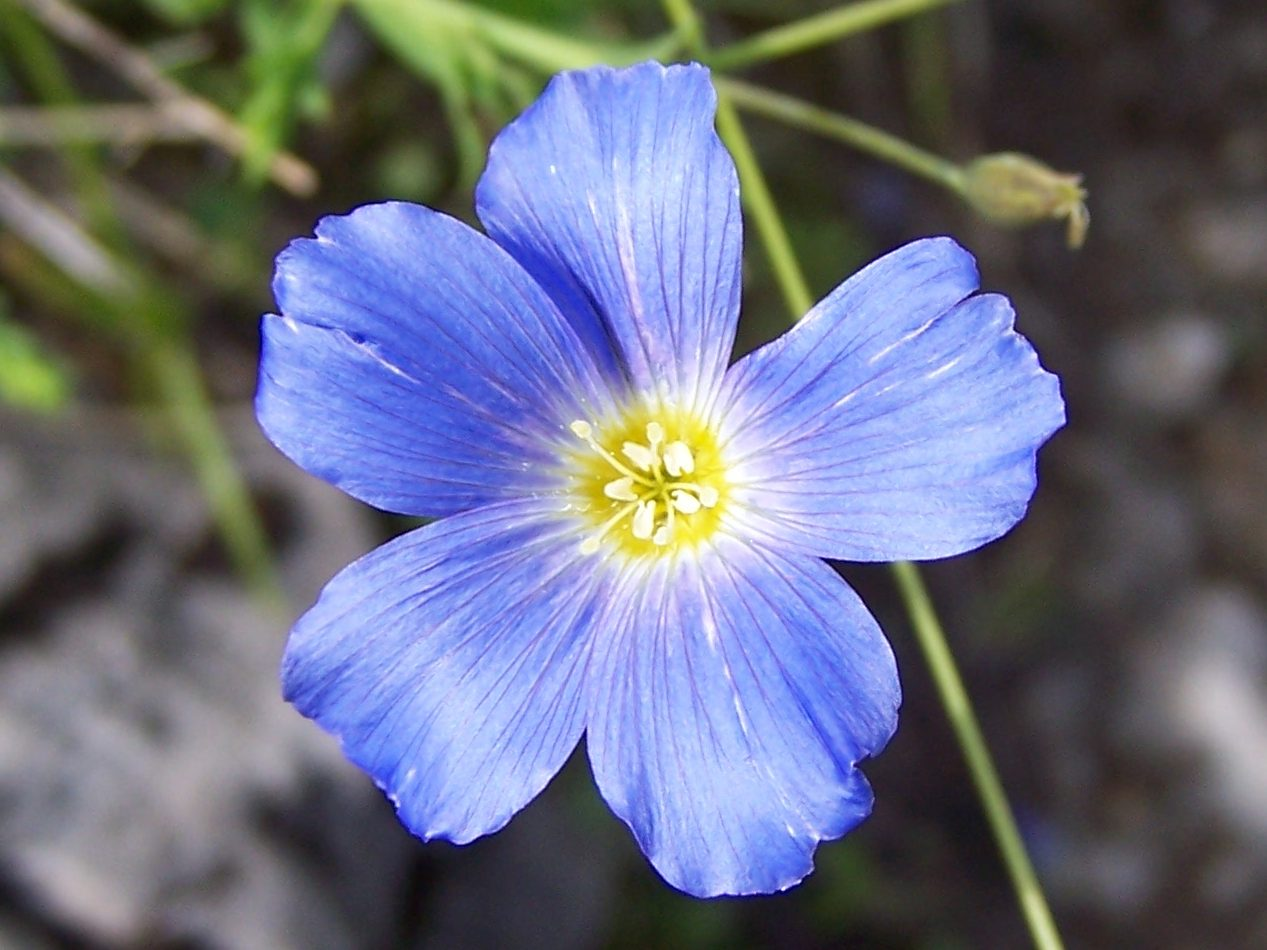
Цветок

Корень вертикальный или косо направленный, большей частью сильно ветвистый, реже почти простой, деревенеющий, светло-жёлтый.
Цветоносные стебли по нескольку, 20—80 см высотой, прямостоящие или при основании несколько изогнутые, в остальном прямые или косо направленные, тонкие или обычно более мощные, цилиндрические, твёрдые, в сухом состоянии слабо бороздчатые, изжелта бледно-зелёные, простые или в верхней ¼-½ части щитковидно разветвлённые, нижние ветви очень часто стерильные, в самой нижней части с немногочисленными расставленными крупными следами отвалившихся листьев, в остальном сравнительно густо облиственные.
Листья цветоносных побегов 0,4—5 см длиной, 0,5—3 мм шириной, большей частью прямостоящие или горизонтально оттопыренные, линейные или линейно-ланцетные, нижние островатые, верхние длинно заострённые, с 1(3) жилками, по краю несколько шероховатые от тонких зубчиков, плоские или (в особенности верхние) по краю несколько завороченные, сизоватые или большей частью почти чисто-зелёные.
Соцветие составлено довольно многоцветковыми завитками, листья на них коротковатые, но обычно довольно широколанцетные. Цветки сравнительно небольшие или средней величины, 2—3 см в диаметре, на прямостоящих, коротковатых цветоножках, в два—три раза превышающих длину чашелистиков, по отцветании значительно удлиняющихся и достигающих длины 1,5—2,5 см, тонковатых, при плодах прямостоящих или едва согнутых. Чашелистики средней величины, 3,5—4,5(5) мм длиной, наружные яйцевидно-эллиптические, туповатые или заострённые, с узким белоплёнчатым краем или без него, внутренние широкояйцевидные, закруглённые на верхушке, с широким белоплёнчатым краем или с очень маленьким насаженным остроконечием, несколько длиннее и заметно шире наружных, на спинке с 3—5 выдающимися в нижней части жилками, сизовато-бледно-зелёные, при плодах более тёмные (иногда краснеющие). Лепестки 1—2 см длиной, 0,8—1,5 см шириной, обратнояйцевидные, приблизительно в 4 раза длиннее чашелистиков, при основании клиновидно суженные, на верхушке притуплённые или округлённые, светло-синие, изредка белые, с желтоватым ноготком, прикрывающие друг друга по всему краю. Тычинки у длинностолбиковой формы (как и столбики у короткостолбиковой) 4—6 мм длиной, лишь мало превышающие длину чашечки; тычинки у короткостолбиковой формы (как и столбики у длинностолбиковой) 6,5—9 мм длиной, кверху более-менее синеватые; пыльники 1,15 мм длиной. Рыльце яйцевидное или обратнояйцевидное, к основанию нередко клиновидно суженное. Время цветения — с июля по август.
Коробочка 5—7 мм длиной, 4—6 мм шириной, обычно широкояйцевидная, приблизительно вдвое длиннее чашечки, с коротким остроконечием на верхушке и с опушёнными перегородками. Семена 3,5—4 мм длиной косо продолговато-яйцевидные, плоские, тёмно-коричневые, лоснящиеся.
Вид описан из Западной Сибири.

## Распространение и экология
Европа: Великобритания, Австрия, Чехословакия, Германия, Венгрия, Польша, Швейцария, Албания, Болгария, Югославия, Греция, Италия, Румыния, Франция, Испания (северо-восток); территория бывшего СССР: Белоруссия, Молдавия, Европейская часть России (юг), Украина, Западная Сибирь (юг). Растёт повсюду как заносное растение.
Растёт в степях, на степных и луговых склонах, меловых обнажениях.

## Значение и применение
Растение ядовито. Во всех частях содержится глюкозид линамарин ({\displaystyle {\ce {C10H17O6N}}}) дающий при расщеплении синильную кислоту. Скотом не поедается. На лугах нежелательно. Иногда разводится как декоративное растение.
В цветущем состоянии в листьях содержит 130 мг% аскорбиновой кислоты.

## Классификация
В пределах вида выделяются несколько подвидов:
- Linum perenne subsp. alpinum (Jacq.) Stoj. & Stef. — Австрия, Швейцария, Болгария, Югославия, Греция, Италия, юг Франции, северо-восток Испании
- Linum perenne subsp. anglicum (Mill.) Ockendon
- Linum perenne subsp. extraaxillare (Kit.) Nyman — запад Украины, Албания, Болгария, Югославия
- Linum perenne subsp. perenne — Европа, Западная Сибирь